# 世紀大道駅 (上海市)
世紀大道駅（せいきだいどう-えき）は、中華人民共和国上海市浦東新区にある、上海軌道交通（地下鉄）の駅。

## 乗り入れ路線
2号線、4号線、6号線、9号線の合計4路線乗り入れる。2009年12月31日に9号線の駅が開業した際は中国国内で初めて4路線の地下鉄が接続する駅となった。多くの路線が集まる駅であるが、各路線同士の乗り換えは短い距離で行えるように設計されている。

## 歴史
- 1999年9月20日 - 東方路駅として[2][3]2号線の駅が開業[4][5][6]。
- 2005年10月22日 - 大規模工事を行うため、一時閉鎖[3]。
- 2006年10月28日 - 4号線開通及び世紀大道駅に改称して再開業[7]。
- 2007年12月29日 - 6号線開通[8]。
- 2009年12月31日 - 9号線開通[9]。

## 駅構造
地下駅。ホームが6号線が南北方向、2・4・9号線が東西方向に並列に並んでおり、真上から見ると「丰」の形をしている。
地下1階はコンコース階であり、6号線を境にA区とB区に分けられている。6号線のホームは相対式2面2線を有しており、A区コンコース側が南方向（東方体育中心方面）、B区コンコース側が北方向（港城路方面）の乗り場となる。両ホーム間は更に地下深くにある2・4・9号線ホームを経由して移動することができる。
2・4・9号線ホームは全て島式1面2線を有する。ただし階層が2・9号線が地下2階、4号線が地下3階と異なる。

### のりば
| 番線                   | 路線    | 方向   | 行先                       | 備考            |
| ---------------------- | ------- | ------ | -------------------------- | --------------- |
| 6号線ホーム（地下1階） |         |        |                            |                 |
|                        | ■ 6号線 | 北行   | 港城路方面                 | B区コンコース側 |
|                        | ■ 6号線 | 南行   | 東方体育中心方面           | A区コンコース側 |
| 地下2階ホーム          |         |        |                            |                 |
| 1                      | ■ 2号線 | 西行   | 人民広場・国家会展中心方面 |                 |
| 2                      | ■ 2号線 | 東行   | 浦東1号2号航站楼方面       |                 |
| 7                      | ■ 9号線 | 西行   | 上海松江站方面             |                 |
| 8                      | ■ 9号線 | 東行   | 曹路方面                   |                 |
| 4号線ホーム（地下3階） |         |        |                            |                 |
| 1                      | ■ 4号線 | 外回り | 上海火車站・中山公園方面   |                 |
| 2                      | ■ 4号線 | 内回り | 西蔵南路・上海体育館方面   |                 |

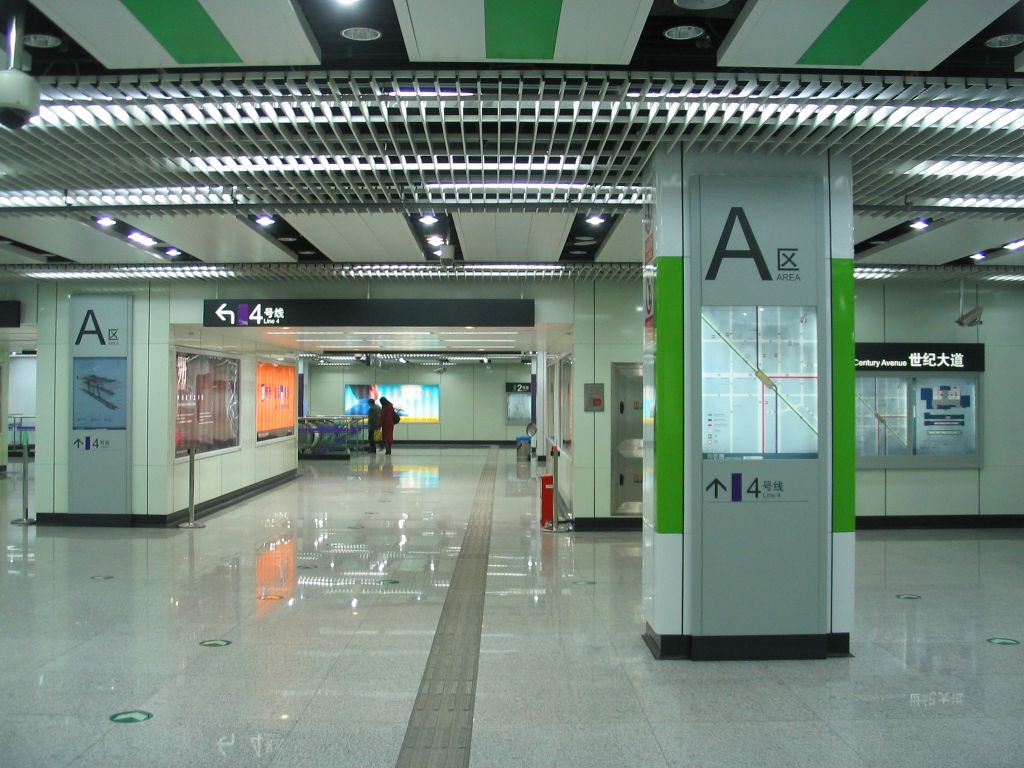
A区コンコース
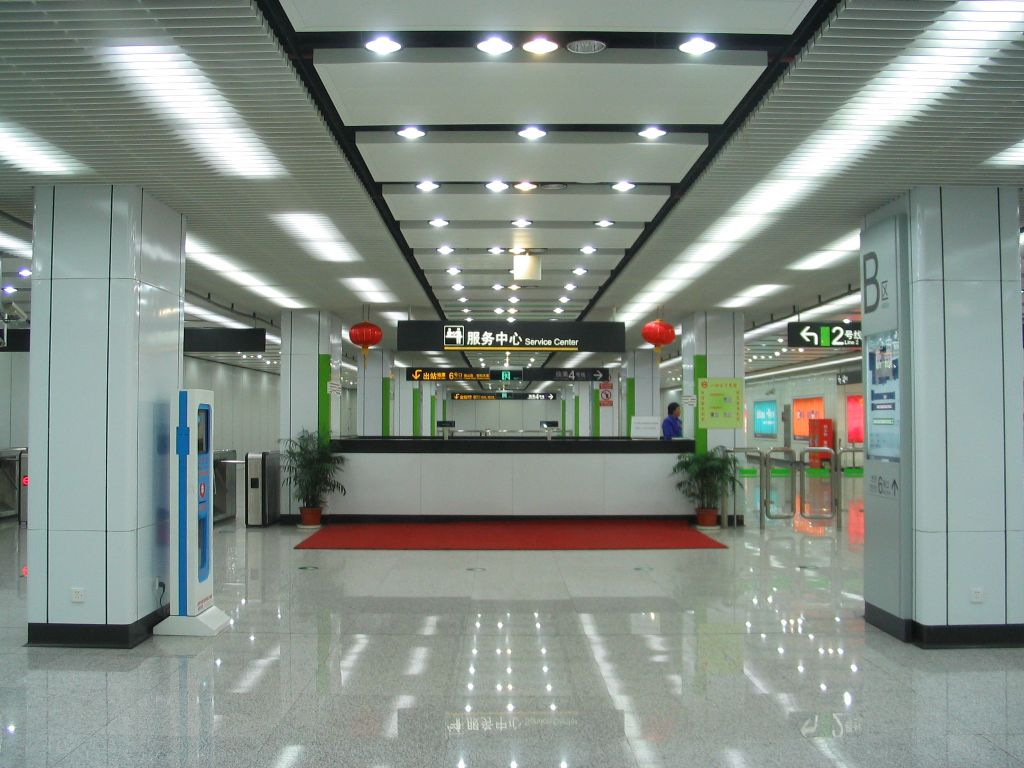
B区コンコース
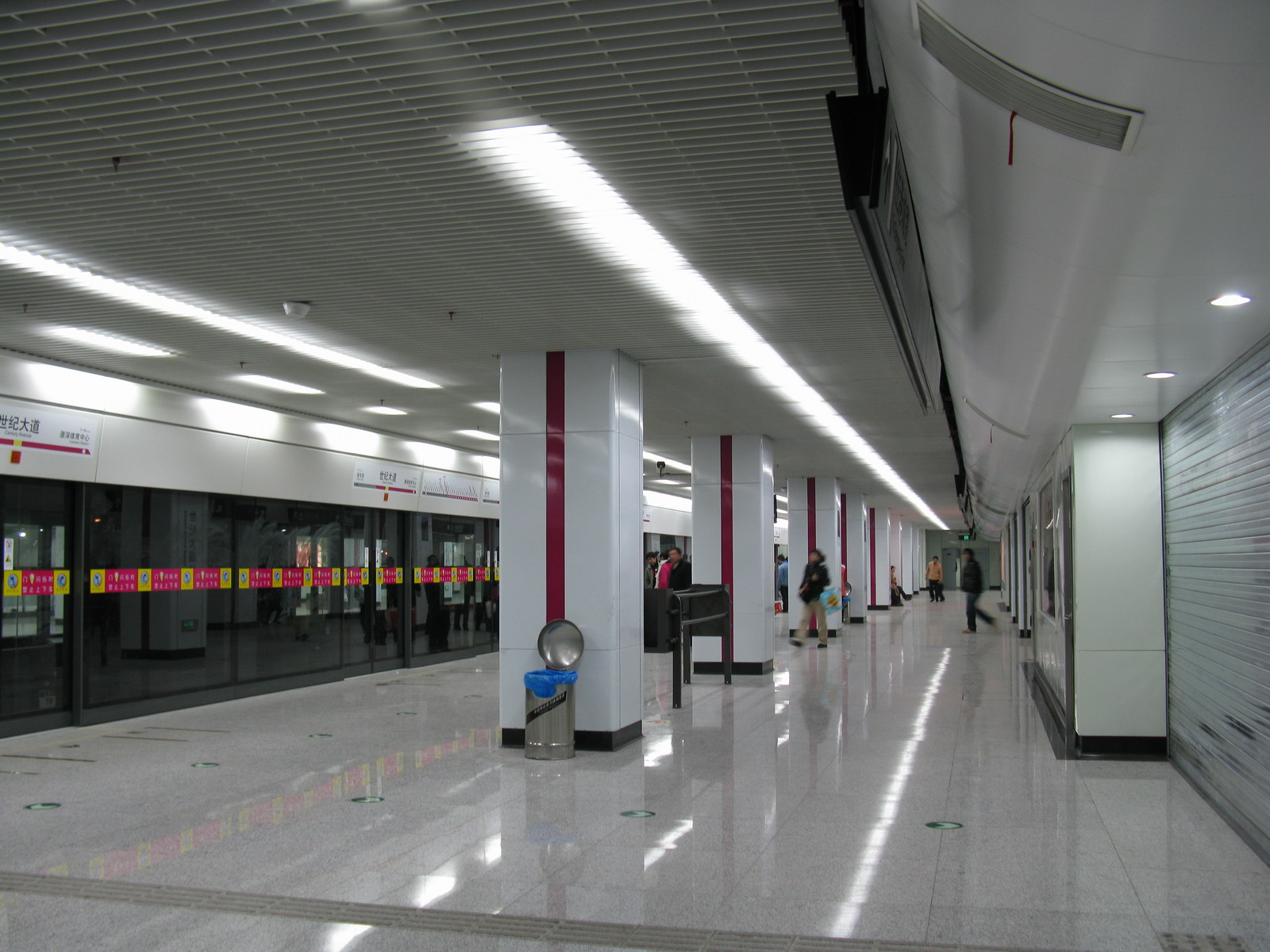
B1F 6号線北方向（港城路方面）ホーム
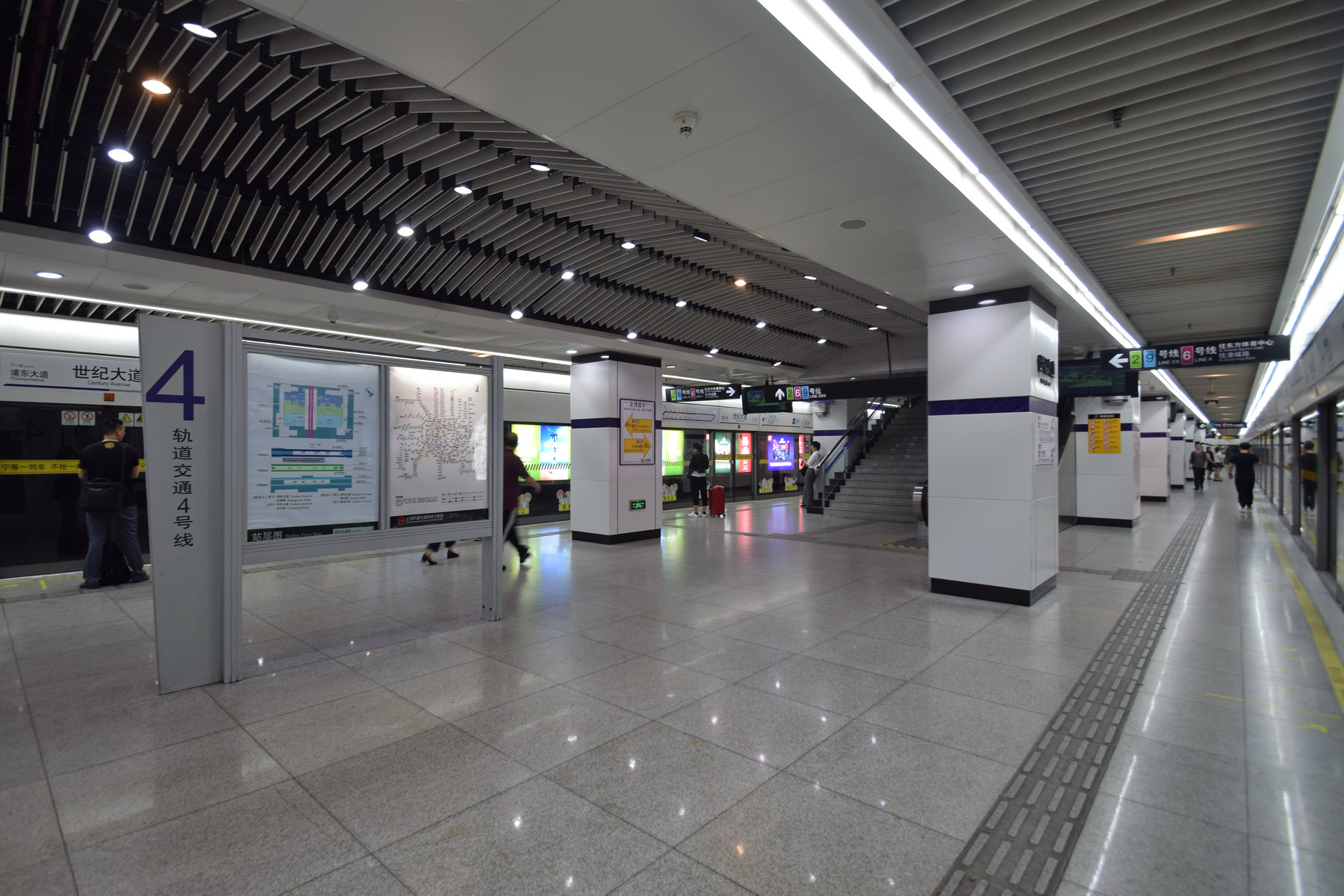
B3F 4号線ホーム
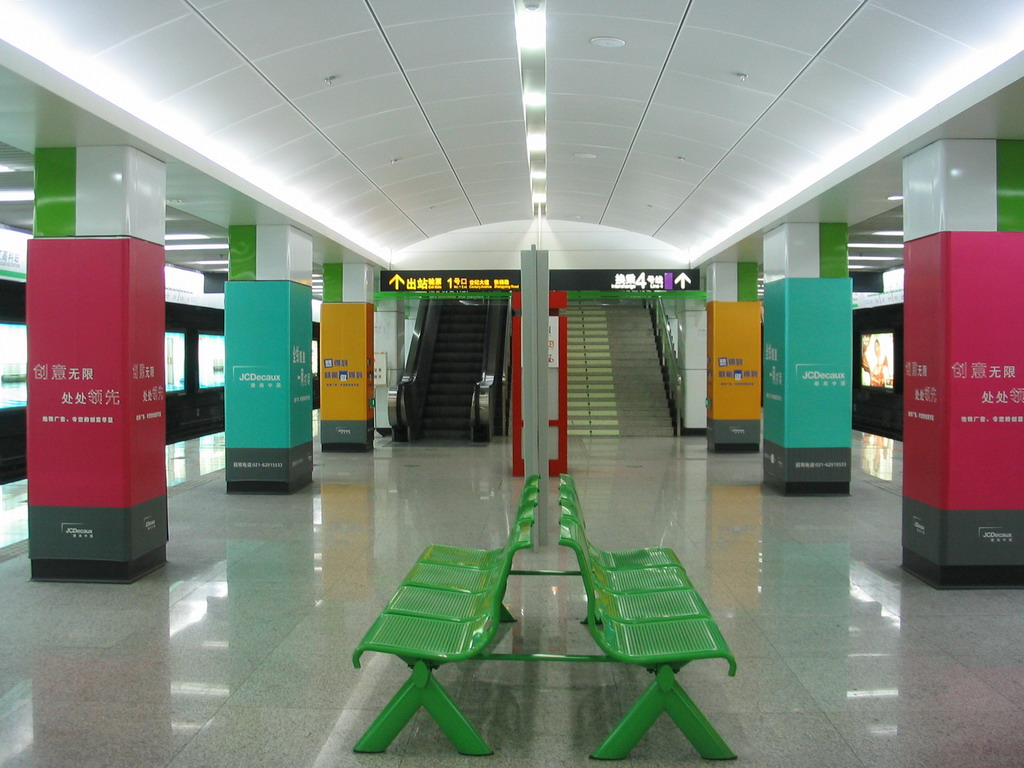
B2F 2号線ホーム
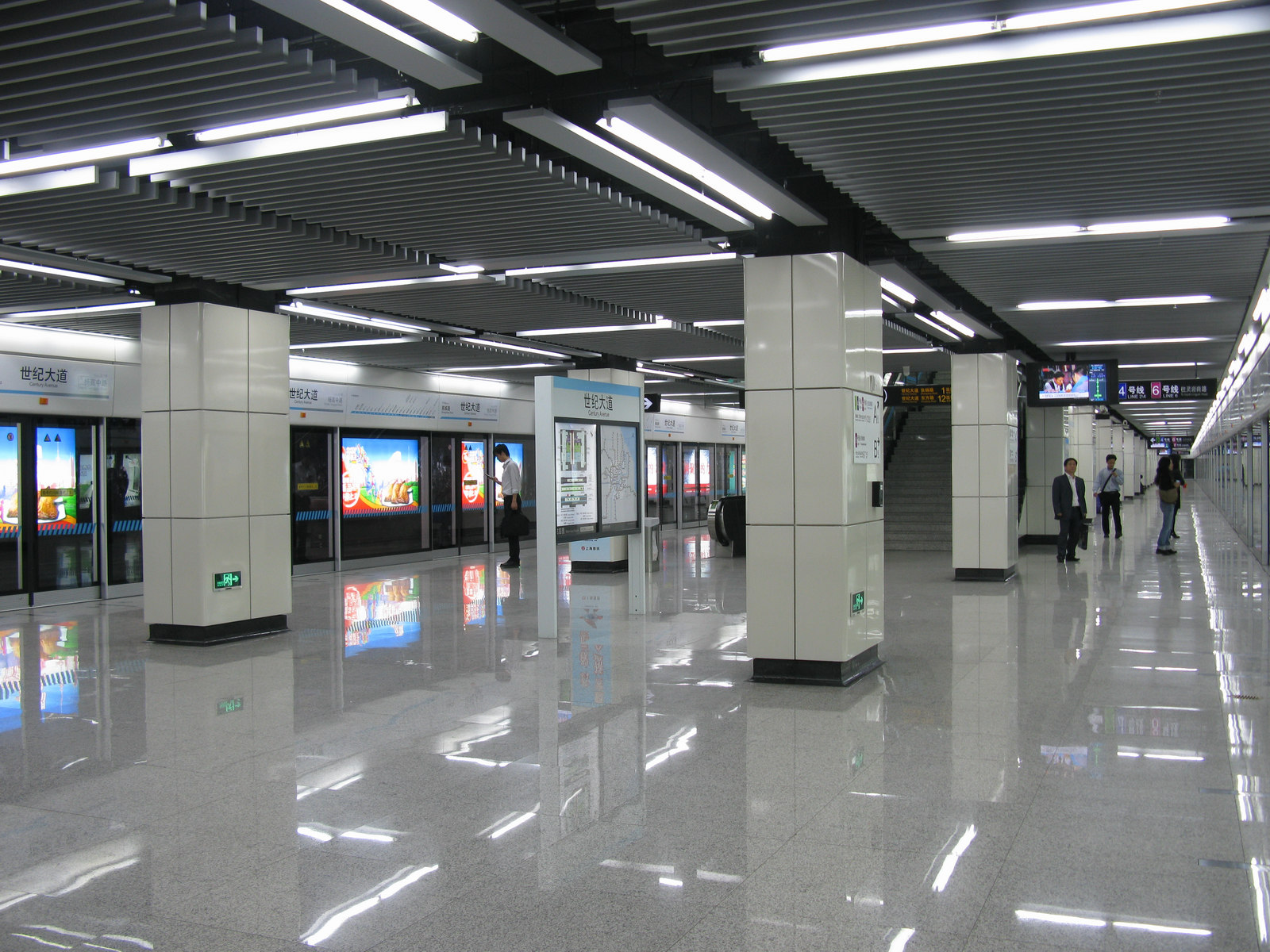
B2F 9号線ホーム

## 駅周辺

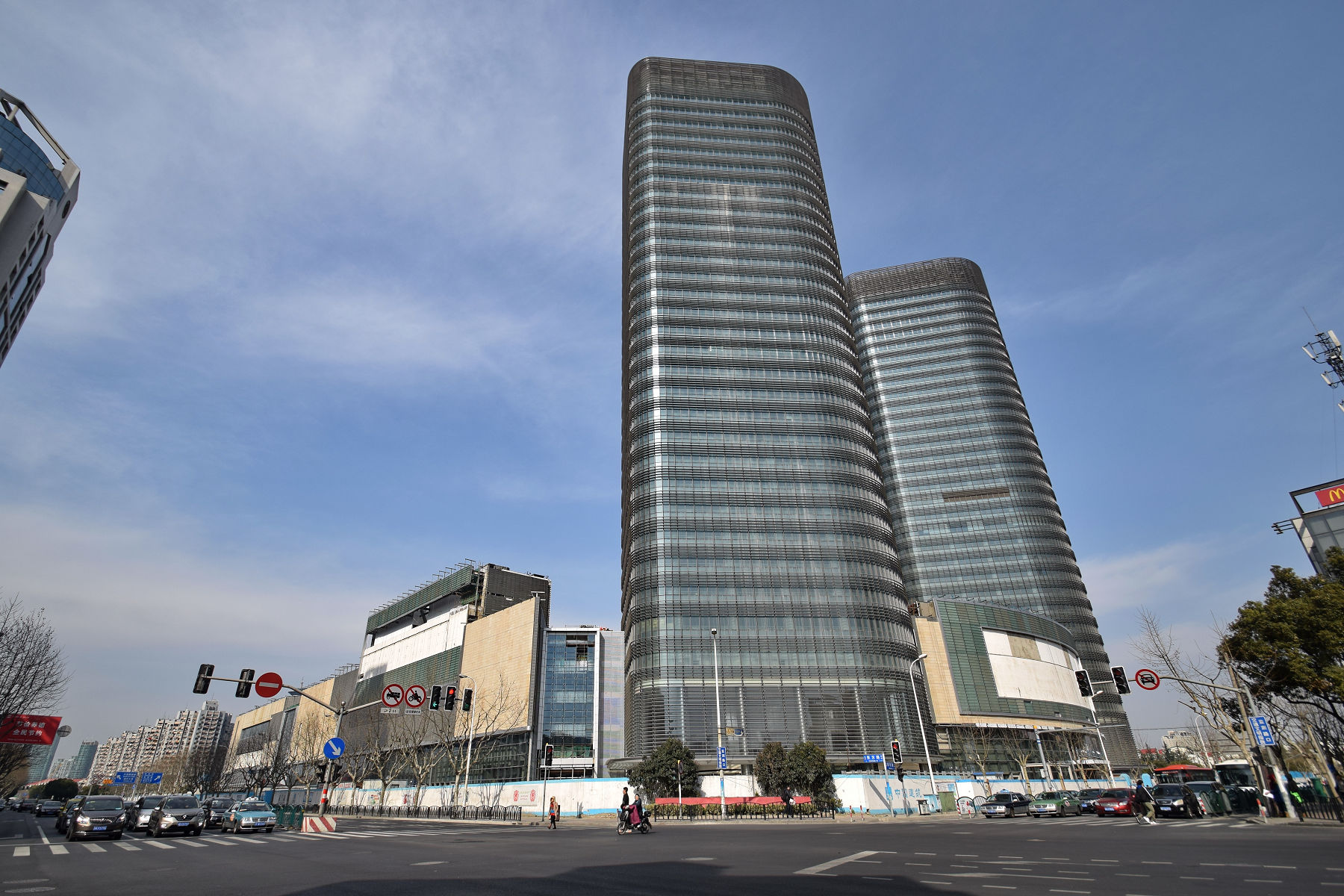
駅上にある世紀匯広場

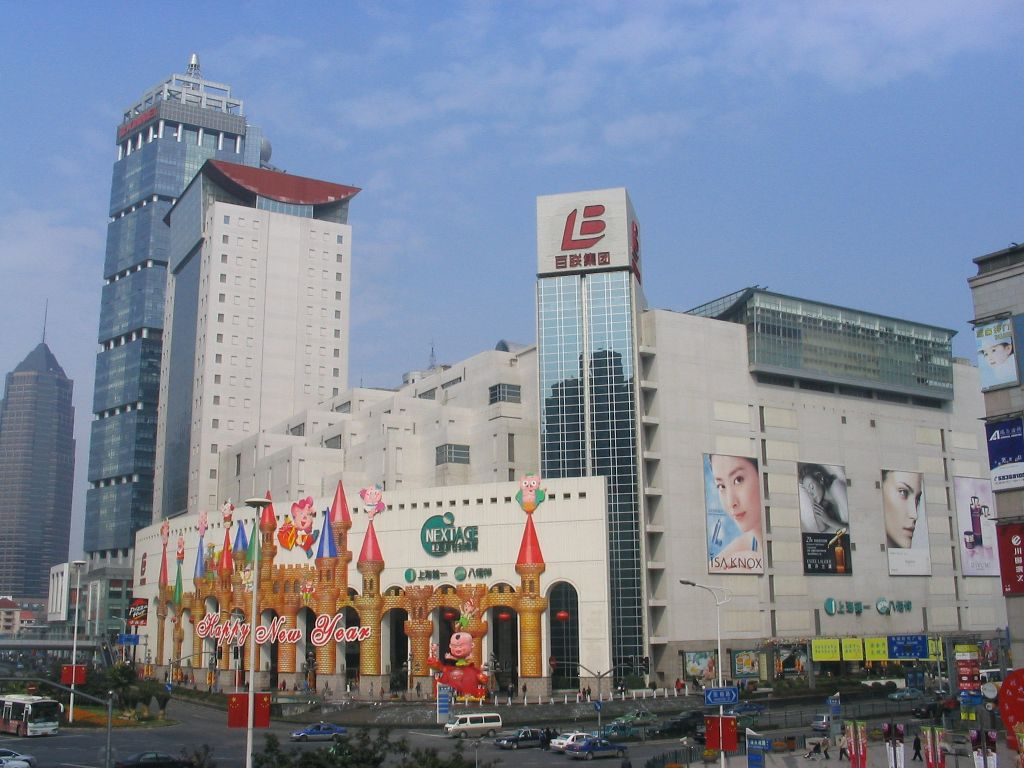
上海新世紀商廈-第一八佰伴

当駅は世紀大道と張楊路が交差する交差点の真下に位置する。外資系ホテルが密集する地域であり、2010年頃に再開発が行われた。
- 世紀匯広場（中国語版）
- 百総世紀購物中心
- ザ・ホンターホテル（上海紅塔豪華精选酒店）
- コートヤード・バイ・マリオット上海浦東（上海斉魯万怡大酒店）
- インターコンチネンタル上海浦東（上海錦江湯臣洲際大酒店）
- スプリームタワーホテル（明城大酒店）
- バオアンホテル（上海宝安大酒店）
- 上海国信パープルマウンテンホテル（上海国信紫金山大酒店）
- 上海新世紀商廈 - 第一八佰伴
- 九六広場
- 上海市洋涇中学（中国語版）東校
- 上海長航医院
- 太平洋数碼広場（中国語版）

## バス路線
130、169、181、219、583、597、610、639、746、783、785、790、791、870、871、970、977、980、987、隧道三線、隧道八線、隧道九線、浦東4路

## 隣の駅
上海軌道交通
■ 2号線
浦東南路駅 - 世紀大道駅 - 上海科技館駅
■ 4号線
浦東大道駅 - 世紀大道駅 - 向城路駅
■ 6号線
源深体育中心駅 - 世紀大道駅 - 浦電路駅
■ 9号線
商城路駅 - 世紀大道駅 - 楊高中路駅